# Most tadžikistansko-afganistanskog prijateljstva
Most prijateljstva Tadžikistana i Afganistana (rus. Мост дружбы) povezuje dvije obale regije Darvaz preko rijeke Panj (dalje nizvodno poznate kao Amu-Darja) koja razdvaja Tadžikistan i Afganistan, u gradu Qal'ai Khumb. Otvoren je 6. srpnja 2004. godine.

## Pregled
Most su inaugurirali predsjednik Tadžikistana Emomali Rahmon, potpredsjednik Afganistana Nematullah Shahrani i imam Aga Khan u srpnju 2004., a most je izgradila Aga Khan Development Network (AKDN) po cijeni od 500.000 USD uz potporu vlada SAD i Norveške. Bio je to drugi u nizu mostova koje je AKDN izgradio između Tadžikistana i Afganistana duž rijeke Panj (Amu Darja počinje na sutoku rijeka Panj i Vahš).
Viseći most dugačak 135 metara ima jednokolosiječni most širine 3,5 metara i nosivosti 25 metričkih tona. Njime se odvija komercijalni i putnički promet i predstavlja stalnu kopnenu vezu između dviju zemalja.

## Drugi mostovi između Tadžikistana i Afganistana
Prvi most koji prelazi tadžikistansko-afganistansku granicu otvoren je u studenom 2002., povezujući Tem u Tadžikistanu i Demogan u Afganistanu. I on je izgrađen uz pomoć Zaklade Aga Khan.
Dodatni most, koji povezuje Tadžikistan i Afganistan, preko rijeke Panj, u Panji Poyonu (Nižni Pjanj), otvoren je 26. kolovoza 2007.
Postoje planovi da se granica premosti dodatnim mostom, preko rijeke Panj, u području Khumroghi u Gorno Badakshanu u blizini Vanja.